# Eclissi solare del 26 gennaio 2009
L'eclissi solare del 26 gennaio 2009 è un evento astronomico che ha avuto luogo il suddetto giorno attorno alle ore 7:59 UTC.